# 晃陽学園高等学校
晃陽学園高等学校（こうようがくえんこうとうがっこう）は、茨城県古河市東1-5-26に所在する日本の私立高等学校である。

## 概要
- 学校法人晃陽学園により設置された私立高等学校であり、製菓衛生師や美容師といった職業教育ほか5コースある。姉妹校である専門学校と連携しながら、専門取得資格を目指す。
- 2004年4月開校[1]
- 通信制課程もある。
- 吉祥寺・ひたち野うしく・下妻・気仙沼に学習センターを持つ。
- 東京校には、かに道楽元副社長今津久雄が校長を務めている[2]